# Federação Académica do Instituto Politécnico de Lisboa
A Federação Académica do Instituto Politécnico de Lisboa (FAIPL) fundada em julho de 2013, é composta pelas oito associações de estudantes das escolas do Instituto Politécnico de Lisboa, representando o conjunto dos seus estudantes.
A federação desenvolve a sua atividade em defesa dos interesses dos estudantes do IPL, promovendo a cooperação entre as associações que a compõem e a realização de iniciativas conjuntas nas áreas académica, cultural, desportiva e social. A FAIPL participa em reuniões e fóruns de representação estudantil a nível local e nacional, incluindo o Encontro Nacional de Direções Associativas, contribuindo para o debate e a formulação de propostas sobre questões relacionadas com o Ensino Superior em Portugal.

## História
A FAIPL foi fundada em julho de 2013, constituindo-se como a estrutura representativa de todos os estudantes do Instituto Politécnico de Lisboa (IPL) através das respetivas Associações de Estudantes.
A criação da FAIPL resultou da necessidade de coordenar e articular a atuação das associações de estudantes das diferentes escolas do Instituto Politécnico de Lisboa (IPL), fortalecendo a sua capacidade de representação junto da instituição e de outras entidades externas. Desde então, a FAIPL tem desempenhado funções de coordenação, defesa dos interesses dos estudantes e promoção de iniciativas conjuntas nas áreas académica, cultural, desportiva e social.
A sede da FAIPL localiza-se em Lisboa, nas instalações do Instituto Politécnico de Lisboa (IPL). A federação integra representantes das associações de estudantes das oito escolas superiores do IPL: Escola Superior de Comunicação Social (ESCS), Escola Superior de Dança (ESD), Escola Superior de Educação de Lisboa (ESELx), Escola Superior de Música de Lisboa (ESML), Escola Superior de Teatro e Cinema (ESTC), Escola Superior de Tecnologia da Saúde de Lisboa (ESTeSL), Instituto Superior de Contabilidade e Administração de Lisboa (ISCAL) e Instituto Superior de Engenharia de Lisboa (ISEL).
Desde a sua fundação, a FAIPL tem participado em fóruns e estruturas de representação estudantil a nível nacional e regional, contribuindo para a discussão de políticas de ensino superior e para o desenvolvimento do movimento associativo no contexto politécnico.

## Objectivos
A FAIPL desenvolve a sua atividade em três áreas principais: académica, política e social, representando os estudantes do Instituto Politécnico de Lisboa (IPL) através das respetivas associações de estudantes.
No âmbito da representação estudantil, a FAIPL intervém junto dos órgãos do IPL e de entidades externas, com o objetivo de defender os interesses e direitos dos estudantes e de contribuir para a melhoria das condições de ensino e aprendizagem.
A nível cultural, desportivo e formativo, a federação organiza e apoia iniciativas dirigidas à comunidade estudantil, promovendo a participação e o envolvimento dos estudantes. Estas atividades assumem particular relevância devido à dispersão geográfica das escolas do IPL pela cidade de Lisboa, funcionando como um elemento de ligação entre os estudantes e como fator de reforço da identidade académica politécnica.

## Órgãos Sociais

### Mesa da Assembleia Geral
A Mesa da Assembleia Geral é composta por um Presidente, um Vice-Presidente e três Secretários. A Assembleia Geral é o local onde as Associações de Estudantes Federadas discutem as linhas de acção a serem seguidas pela FAIPL.

### Conselho Fiscal
O Conselho Fiscal da FAIPL é o órgão fiscalizador da federação, em matéria financeira, sendo composto por um Presidente, um Vice-Presidente, um Relator e dois Secretários.

### Direcção
A Direção é o órgão executivo da FAIPL, que define e coordena as actividades da FAIPL, de forma a cumprir as atribuições estatutariamente previstas, bem como as deliberações da Assembleia Geral.

## Associações Federadas
As associações de estudantes associadas à FAIPL incluem:
- Associação de Estudantes da Escola Superior de Comunicação Social (AEESCS)
- Associação de Estudantes da Escola Superior de Dança (AEESD)
- Associação de Estudantes da Escola Superior de Educação de Lisboa (AEESELx)
- Associação de Estudantes da Escola Superior de Música de Lisboa (AEESML)
- Associação de Estudantes da Escola Superior de Teatro e Cinema (AEESTC)
- Associação de Estudantes da Escola Superior de Tecnologia da Saúde de Lisboa (AEESTeSL)
- Associação de Estudantes do Instituto Superior de Contabilidade e Administração de Lisboa (AEISCAL)
- Associação de Estudantes do ISEL (AEISEL)

## Presidentes
Abaixo segue a lista de presidentes conhecidos, com os respetivos mandatos anuais:
| Mandato       | Presidente    | Ref   |
| ------------- | ------------- | ----- |
| 2013–2018     |               |       |
| 2018–2020     | João Ferreira | [ 1 ] |
| 2020–2023     | Ruben Silva   | [ 2 ] |
| 2023–2025     | Pedro Longo   | [ 3 ] |
| 2025–presente | Jaden Gomes   | [ 4 ] |